# Aphyolebias boticarioi
Aphyolebias boticarioi es una especie de pez de la familia de los rivulinos en el orden de los ciprinodontiformes.

## Distribución geográfica
Se encuentran en Sudamérica: Brasil (río Amazonas).